# Christian-Ernest de Brandebourg-Bayreuth
Christian-Ernest, né le 27 juillet 1644, à Bayreuth et mort le 10 mai 1712 à Erlangen, est margrave de Brandebourg-Bayreuth de 1655 à sa mort.

## Biographie

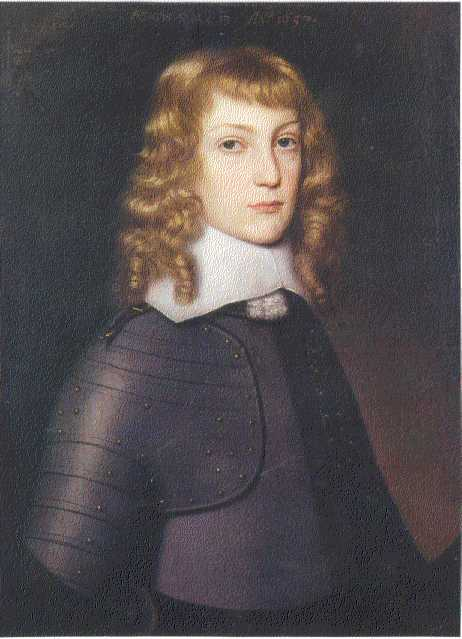
Christian-Ernest de Brandebourg-Bayreuth.

Christian-Ernest est le seul fils d'Erdmann-Auguste de Brandebourg-Bayreuth, prince héritier du margraviat de Brandebourg-Bayreuth, et de son épouse Sophie de Brandebourg-Ansbach. Son père meurt en 1651, faisant de lui l'héritier de son grand-père Christian. Lorsque celui-ci meurt, en 1655, Christian-Ernest devient margrave. Comme il est encore mineur, son oncle Georges-Albert assure la régence jusqu'en 1664.
Allié fidèle de l'empereur Léopold Ier, Christian-Ernest entre dans l'armée impériale le 12 février 1664. En mars 1676, il est nommé maréchal de camp général, puis feldmarschall impérial en 1691. Il participe aux guerres contre la France et au siège de Vienne de 1683.
Christian-Ernest est un prince tolérant qui encourage et développe l'administration, l'économie et l'armée. Il centralise son pourvoir à Bayreuth et crée en 1701 l'académie des Chevaliers, école réservée aux fils d'aristocrates allemands. En 1664, il fonde le collège qui porte encore son nom, le collège Christian Ernestenum. Sur la place des Écuries, il fait construire une église fortifiée. En 1695, il fait ériger la tour octogonale par l'architecte Leonhard Dientzenhofer. Il se passionne également pour les chevaux et les chiens.

## Mariages et descendance
Le 29 octobre 1662, Christian-Ernest de Brandebourg-Bayreuth épouse à Dresde Erdmuthe-Sophie (1644-1670), fille de l'électeur Jean-Georges II de Saxe. Ils n'ont pas eu d'enfants.
Veuf, il se remarie le 8 janvier 1671 à Stuttgart avec Sophie-Louise (1642-1702), fille du duc Eberhard VII de Wurtemberg et d'Anne-Catherine de Salm-Kyrbourg. Six enfants sont nés de cette union :
- Christiane-Eberhardine de Brandebourg-Bayreuth (29 décembre 1671 – 5 septembre 1727), épouse en 1693 le futur roi Auguste II de Pologne ;
- Éléonore-Madeleine (24 janvier 1673 – 13 décembre 1711), épouse en 1704 le comte Hermann-Frédéric de Hohenzollern-Hechingen ;
- Claudia-Éléonore-Sophie (4 juillet 1675 – 11 février 1676) ;
- Charlotte-Émilie (4 juin 1677 – 15 février 1678) ;
- Georges-Guillaume (26 novembre 1678 – 18 décembre 1726), margrave de Brandebourg-Bayreuth ;
- Charles-Louis (21 novembre 1679 – 7 avril 1680).

De nouveau veuf, Christian-Ernest de Brandebourg-Bayreuth épouse en troisièmes noces le 30 mars 1703 à Potsdam Élisabeth-Sophie de Brandebourg (1674-1748), fille de l'électeur Frédéric-Guillaume Ier de Brandebourg. Ils n'ont pas d'enfants.